# Lemna minor
La lenteja de agua común o lenteja de agua menor (Lemna minor) es una planta acuática pequeña,de la familia de las aráceas.

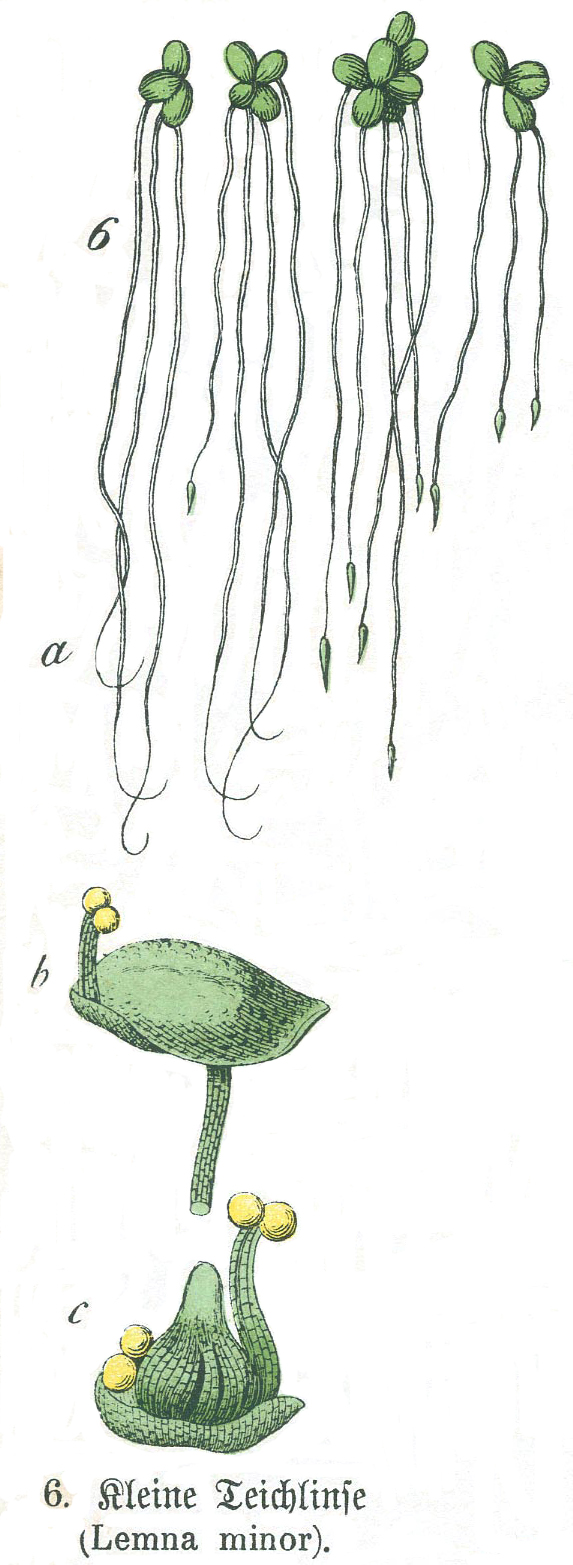
Ilustración

## Descripción
Es una planta acuática pequeña, esta es la más conocida de las especies de lenteja de agua. Sus hojas flotantes son oblongas, con 3 nervios destacados. Se sumerge para florecer. Especie casi cosmopolita.
Crece con tanta rapidez y eficiencia que puede provocar grandes daños, como es el caso del Lago de Maracaibo, que aprovecha los fertilizantes residuales de las plantaciones colindantes para su crecimiento de forma incontrolada. Desde su aparición, el problema ha ido aumentando progresivamente, pudiéndose medir en las últimas observaciones más de 136.000 ha de Lemna.[cita requerida]

## Taxonomía
Lemna minor fue descrita por Carlos Linneo y publicado en Species Plantarum 2: 970. 1753.
Sinonimia
- Lenticula minor (L.) Scop., Fl. Carniol., ed. 2, 2: 213 (1772).
- Lenticula palustris Garsault, Fig. Pl. Méd.: t. 336 (1764), opus utique oppr.
- Lenticula vulgaris Lam., Fl. Franç. 2: 189 (1779).
- Lemna vulgaris (Lam.) Lam., Encycl. 3: 464 (1792).
- Lemna minima Thuill. ex P.Beauv., J. Phys. Chim. Hist. Nat. Élément 82: 113 (1816).
- Lemna palustris Haenke ex Mert. & W.D.J.Koch in J.C.Röhling, Deutschl. Fl., ed. 3, 1: 295 (1823).
- Lemna cyclostasa Elliott ex Chev., Fl. Gén. Env. Paris 2: 256 (1827).
- Lemna obcordata Bojer, Hortus Maurit.: 358 (1837), nom. inval.
- Lemna conjugata Willd. ex Schleid., Linnaea 13: 391 (1839), nom. inval.
- Lemna ovata A.Br. ex C.Krauss, Flora 28: 344 (1845).
- Lenticula cyclostasa (Elliott ex Chev.) Kurz, J. Linn. Soc., Bot. 9: 266 (1867).
- Lenticula minima (Chev.) Kurz, J. Linn. Soc., Bot. 9: 266 (1867).
- Lemna monorhiza Montandon, Guide Bot.: 308 (1868).
- Lenticularia monorhiza Montandon, Guide Bot.: 308 (1868).
- Lemna rwandensis De Sloover, Bull. Jard. Bot. Natl. Belg. 43: 366 (1973).[2]

## Nombres comunes
- Castellano: hermaninos, hierba de agua, hierba del agua, lenteja acuática, lenteja de agua, lentejas de agua, lentejuela, lentejuela de laguna, lentejuela de río, lentejuelas, lentejuelas de agua, lentejuelas de estanque, lentilha-dos-ríos, lentilhas-de-água, limachos, mariquitas, ovas, yerba del agua.[3]